# Alea iacta est
Alea iacta est (Kocka je padla) je različica latinske fraze (iacta alea est [ˈjakta ˈaːlɛ.a ˈɛst]), ki jo je Svetonij pripisal Juliju Cezarju 10. januarja 49 pr. n. št., ko je vodil svojo vojsko čez reko Rubikon v severni Italiji. S tem korakom je v kljubovanju senatu na čelu svoje vojske vstopil v Italijo in začel svojo dolgo državljansko vojno proti Pompeju in Optimates. Besedna zveza, bodisi v izvirniku v latinščini bodisi v prevodu, se uporablja v mnogih jezikih za označevanje, da so dogodki prešli točko brez vrnitve. Zdaj se najpogosteje citira s spremenjenim besednim vrstnim redom (Alea iacta est) namesto v izvirnem izrazu. Isti dogodek je navdihnil še en idiom z enakim pomenom, prečkanje Rubikona.

## Pomen in oblika
Cezar naj bi si besedno zvezo izposodil od Menandra, slavnega grškega pisca komedij, ki ga je cenil bolj kot rimskega dramatika Terencija. Besedna zveza se pojavi v Ἀρρηφόρος (transliterirano kot Arrefhoros ali morda flavtistka, kot je navedeno v Deipnosophistae, odstavek 8. Plutarh poroča, da so bile te besede izrečene v grščini:
{{Quotation|Ἑλληνιστὶ πρὸς τοὺς παρόντας ἐκβοήσας, «Ἀνερρίφθω κύβος», [anerríphthō kýbos] διεβίβαζε τὸν στρατόν.

 On [Cezar] je v grščini z glasnim glasom tistim, ki so bili navzoči, izjavil 'Naj se vrže kocka' in povel vojsko čez.|Plutarh|Life of Pompey, 60.2.9}
On [Cezar] je v grščini z glasnim glasom tistim, ki so bili navzoči, izjavil 'Naj se vrže kocka' in povedel vojsko čez.
Svetonij, Plutarhov sodobnik, ki je pisal v latinščini, poroča o podobnem izrazu.
{{Quotation|Caesar: '...  iacta alea est,' inquit.
Lewis in Short , ki se sklicujeta na Casaubona in Ruhnka, predlagata, da bi se Svetonijevo besedilo glasilo iacta alea esto (branje tretjeosebnega edninskega prihodnjega imperativa esto namesto sedanjega est), kar prevajata kot Naj bo kocka vržena! ali "Naj se igra poskusi!". To se ujema s Plutarhovo uporabo tretjeosebnega popolnega srednjega/trpnega imperativa glagola ἀναρρίπτω, tj. ἀνερρίφθω κύβος (anerríphthō kýbos, izgovorjeno [anerːípʰtʰɔː kýbos]).
V latinščini se alea nanaša na igro s kockami in na splošno igro s tveganjem ali na srečo. Kocke so bile običajne v rimskih časih in so jih običajno metali po tri naenkrat. Bili sta dve vrsti. Šeststrane kocke so bile v latinščini znane kot tesserae, štiristrane (zaokrožene na vsakem koncu) pa kot tali. V grščini je bila kocka κύβος kybos.